# Pyrausta rufalis
Pyrausta rufalis là một loài bướm đêm trong họ Crambidae.